# Estación de Leforest
La estación de Leforest es una estación ferroviaria francesa, de la línea férrea París-Lille, situada en la comuna de Leforest, en el departamento de Norte. Por ella transitan únicamente trenes regionales. 

## Situación ferroviaria
La estación se encuentra en el punto kilométrico 224,227 de la línea férrea París-Lille. 

## Historia
Fue inaugurada en 1846 por parte de la Compañía de ferrocarriles del Norte. En 1937 pasó a ser explotada por la SNCF.

## La estación
La estación posee dos andenes laterales y dos vías. El cambio de vía se realiza gracias a un paso subterráneo. Dispone de atención comercial de lunes a viernes y de máquinas expendedoras de billetes.

## Servicios ferroviarios

### Regionales
Los siguientes trenes regionales transitan por la estación:
- Línea Valenciennes - Libercourt.
- Línea Arras / Douai - Lille.
- Línea Douai - Lille.
- Línea Douai - Libercourt.